# Sừng hươu nai

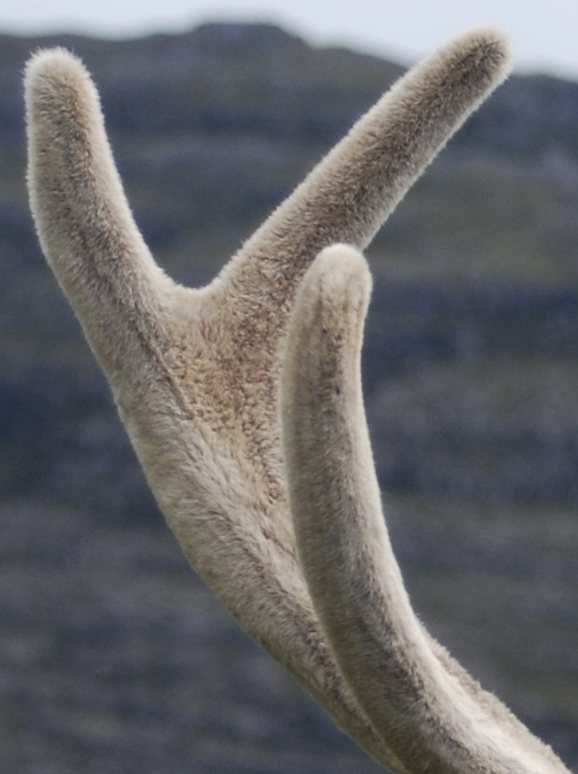
Một chiếc sừng hươu

Sừng hươu nai hay còn gọi là gạc hươu nai hay còn gọi gọn là gạc là cấu trúc bằng xương của các loài hươu nai có sừng, đây là phần mở rộng của hộp sọ phát triển thành các nhánh, chúng thường có cấu trúc xương phát triển theo cặp đối xứng. Trong hầu hết các loài hươu nai, chỉ có con đực trưởng thành là có gạc và chức năng chính là để tăng khả năng hấp dẫn của bản thân trong việc thu hút các con cái lựa chọn để giao phối hoặc sử dụng làm vũ khí chiến đấu con đực khác hoặc dùng làm vũ khí tấn công, tự vệ. Ở nhiều loài gạc bị rụng và tái sinh mỗi năm, những chiếc sừng mới nhú lên gọi là sừng non hay nhung hươu hay lộc hươu. Tế bào gốc giữ một vai trò quan trọng trong khả năng đặc biệt của hươu đó là mọc lại sừng mới.

## Đặc điểm
Hươu nai là loài duy nhất trong các động vật có vú có khả năng tái tạo một phần cơ thể hoàn hảo đó là một bộ sừng xương được bao phủ trong da nhung. Sừng hàng năm phát triển, chết đi, bị rụng và sau đó tái sinh. Chúng mọc lên trong vòng ba đến bốn tháng, là một trong những loại mô sống phát triển nhanh nhất. Vào cuối mùa giao phối, hươu rụng sừng để bảo tồn năng lượng. Mùa xuân năm sau, một cặp sừng mới mọc lên, với tốc độ như thế, nó trở thành loại mô sống tăng trưởng nhanh nhất.
Sau khi đạt đến kích cỡ tối đa, xương gạc bắt đầu cứng lại và lớp da mềm mại sẫm màu phủ bên ngoài bắt đầu rụng dần. Khi lớp da rụng hết, chỉ còn lại bộ xương không, nó trở thành thứ vũ khí sắc bén và rất nguy hiểm trong các cuộc chiến đấu. Vào cuối mùa kết đôi, khi nhu cầu chiến đấu tranh giành bạn tình và lãnh thổ không còn, hươu đực sẽ rụng bộ gạc đi để bảo tồn năng lượng. Đến mùa xuân kế tiếp, một cặp gạc mới sẽ mọc lên từ mô xương nhú ra khỏi đỉnh đầu con vật. Trong gạc hươu có khoảng 25% chất keo (keratin) 50-60% calci photphát, calci cacbonat, một ít chật đạm và ít nước.

## Quá trình

### Nhú nhung
Những cặp sừng của hươu đực hay nai đực mới mọc hàng năm, sừng non mọc vào cuối mùa hạ, sừng hươu, nai rụng đi, mùa xuân năm sau mọc lại sừng mới. Sừng mới mọc rất mềm, có màu hồng hoặc nâu nhạt, mặt ngoài phủ đầy lông, trên có phủ lớp lông trắng xám rất mịn, sờ vào êm như nhung, bên trong chứa nhiều mạch máu và máu từ những chiếc sừng này rất bổ dưỡng, có thể máu tươi của hươu có công dụng bồi bổ sức khỏe, bổ thận tráng dương, tăng cường sinh lực. Nhung có thể chưa phân nhánh hoặc có nhánh, còn gọi là nhung yên ngựa (nhung mới bắt đầu phân nhánh, còn ngắn, bên dài bên ngắn).

### Giai đoạn 2

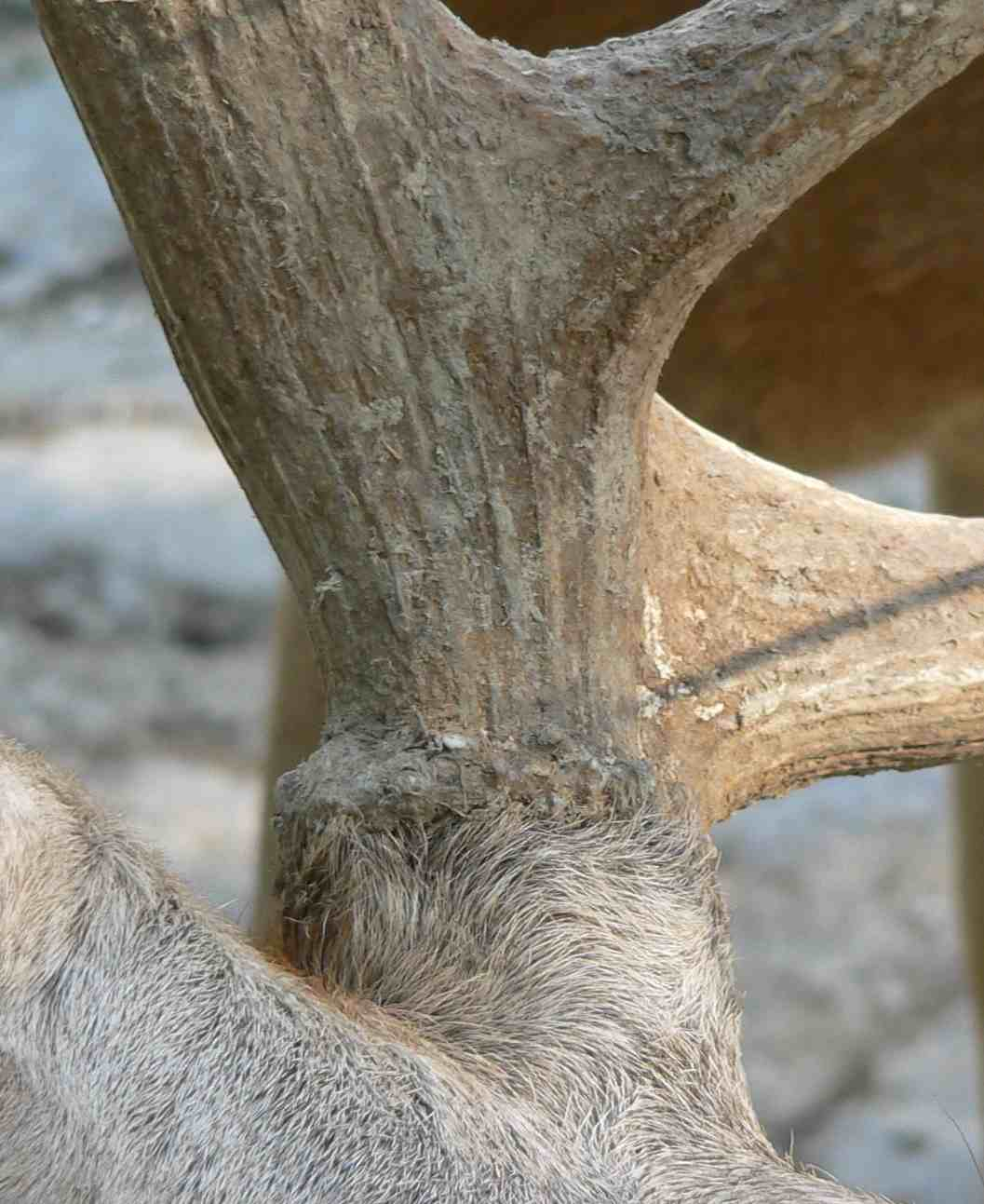
Một chiếc sừng hươu đã hoàn chỉnh

Cặp sừng đầu tiên xuất hiện ở tuổi thứ hai, nó đơn giản, không phân nhánh. Nhung mọc được 2–3 cm thì bắt đầu phân nhánh thứ nhất. Khi được 16–25 cm (có thể ngăn hơn) thì phân nhánh lần thứ 2 thường gọi là sừng chìa vôi. Nó chuyển qua các giai đoạn khác nhau Các nhánh này tiếp tục phát triển và càng xa gốc càng nhỏ dần. Hiện tượng hóa xương (vôi hóa) dần theo chiều từ gốc đến ngọn và từ trong ra ngoài cũng được bắt đầu ở giai đoạn phân nhánh lần thứ 2 này. Sừng chìa vôi có phần gốc to sần sùi với nhiều nốt sần thẳng hàng từ gốc sừng đến gần đầu mút sừng, phần ngọn nhọn. Mút sừng thường nhẵn bóng do hươu thường cọ sừng vào thân cây, mô đất hoặc bụi cỏ...
Hươu sao còn có lần phân nhánh thứ 3 để tạo nên sừng bốn nhánh. Mùa rụng sừng của hươu sao diễn ra vào mùa xuân từ giữa tháng Một đến cuối tháng Ba. Sang tuổi thứ 3, sừng hươu bắt đầu có dạng phân nhánh (thường là ba nhánh). Những năm tiếp theo, sừng có dạng bốn nhánh.

### Rụng sừng
Sừng hươu đặc và được thay hàng năm vào mùa xuân từ tháng 1 – 3, không rụng cùng một lúc mà thường cách xa 1 – 4 ngày. Sừng bên trái thường rụng trước, giai đoạn rụng sừng còn gọi là giai đoạn đổ đế. Khi sừng sắp rụng các tế bào xung quanh gốc và đế sừng phát triển mạnh, đáy sừng cũ bật ra khỏi đế gây ra hiện tượng ngứa ngáy cho con vật.
Ở giai đoạn này hươu thích cọ sừng vào mô đất, gốc cây... và đó cũng là yếu tố cơ học thúc đẩy quá trình đổ đế diễn ra nhanh chóng. Khi sừng cũ rụng xuống, các lớp tế bào xung quanh gốc và đế sừng tiếp tục phát triển che lấp và bọc kín để sừng tạo nên một khối mềm có màu hồng nhạt, trên có lớp lông trắng cứng. Ban đầu khối mềm gần như phủ bằng phẳng, dần dần phát triển tạo sừng non và quá trình đó lại tiếp tục.

## Khả năng

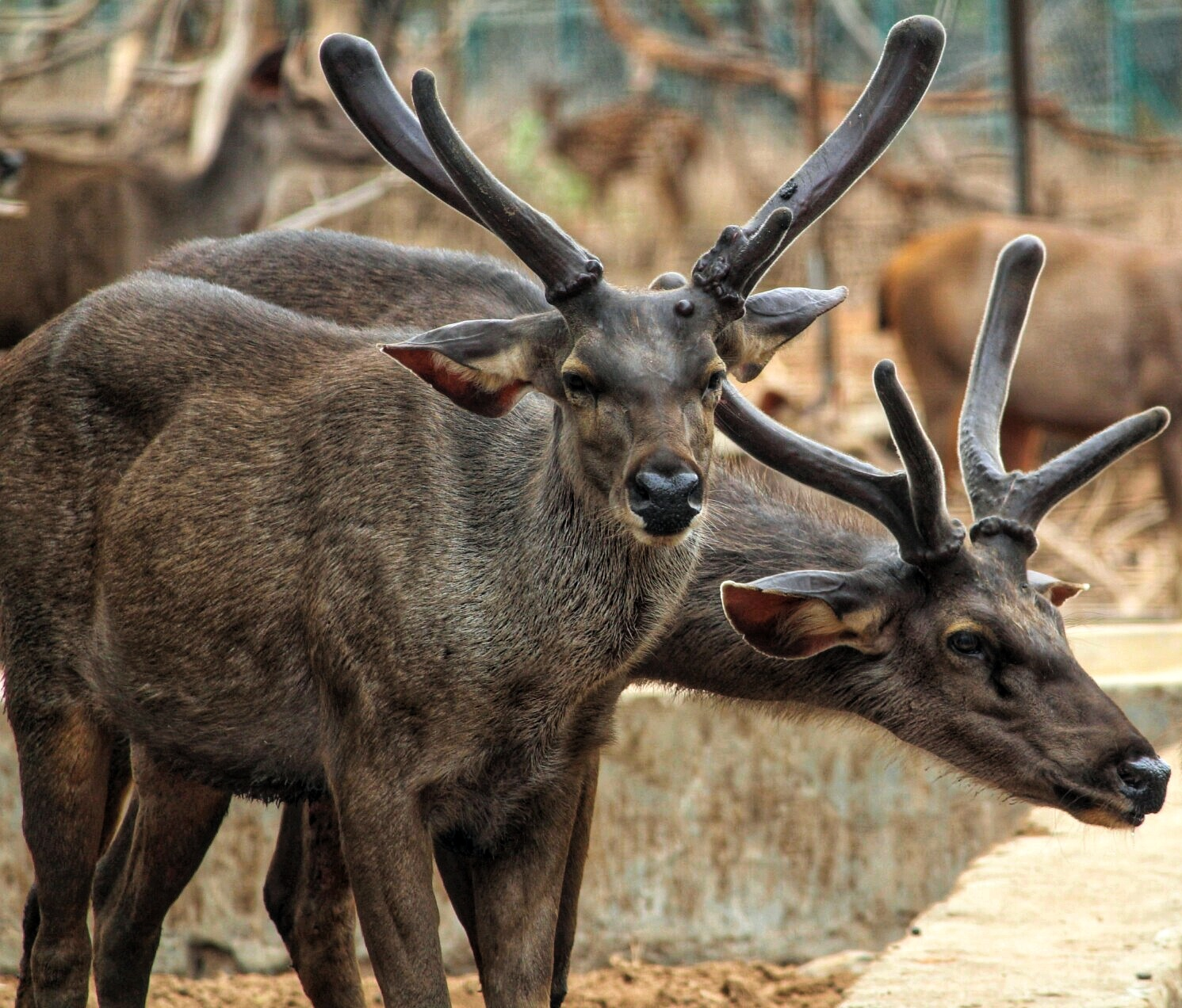
Sừng hươu mọc lại

Hươu chính là loài duy nhất trong số các loài động vật có vú có khả năng tái sinh trọn vẹn một bộ phận cơ thể, ví dụ như bộ gạc của chúng. gạc là cấu trúc lớn được tạo thành từ xương và tăng trưởng dần theo thời gian. Bộ phận này có thể mọc hoàn chỉnh trong khoảng 3-4 tháng và với tốc độ ấy, nó trở thành loại mô sống tăng trưởng nhanh nhất. Sau khi đạt đến kích cỡ tối đa, xương gạc sẽ bắt đầu cứng lại và lớp da mềm mại sẫm màu phủ bên ngoài rụng dần.
Khi lớp da rụng hết chỉ còn lại bộ xương và nó trở thành thứ vũ khí sắc bén trong các cuộc ẩu đả. Thông thường, vào cuối mùa kết đôi của hươu, bộ gạc cũng tự động rụng đi để bảo tồn năng lượng. Chờ tới mùa xuân kế tiếp sau đó, một cặp gạc mới sẽ mọc lên từ mô xương nhú ra khỏi đỉnh đầu con vật. Chính tế bào gốc - loại tế bào có khả năng phân hóa thành nhiều dạng mô chuyên biệt là nền tảng của quá trình tự tái sinh này. Điều chỉnh nó là một vài dạng truyền tín hiệu, có thể do các hormon như oestrogen và testosterone quy định.